# 이지혜 (프로게이머)
이지혜(李智惠, 1979년 9월 3일 ~ )는 대한민국의 전직 프로게이머이자 게임 개발자이다. 2000년 스타크래프트를 접한 후 프로게이머로 데뷔하였다. 인천광역시 출신. 프로게이머 시절 협회 등록명은 이레나였다. 주종족은 프로토스.

## 활동

### 방송
- iTV 게임 스페샬 게임 쟈키 활동
- 온게임넷 '유닛을 알자' 쟈키 활동
- YTN '레나의 게임 따라잡기' 쟈키 활동

- GGTV 스타크래프트 케스터 활동
- GeMBC 쥬라기원시전 2 해설 활동
- 동아일보 '게임팁' 연재
- 경향신문 '레나의 스타크래프트 초보탈출' 연재
- PC게임챔프 스타크패프트 전략 연재
- PC게임 메거진 전략 연재
- 싸이버저널 칼럼 연재
- 게임노하우.com 킹덤언더파이어 전략 연재

### 프로게이머
- 1월 제 2회 KBK Masters 2000 여성 개인 16강
- 2월 PKO Triumph 여성최강전 준우승
- 3월 Sbs PKO 월드 패스티벌 32강
- 3월 베틀탑 16강
- 4월 KUL 대학리그2000 준우승
- 5월 2000 E3 Show Kingdom Under Fire 한미최강전 8강
- 6월 TacoBell배 CPL Asia Championship 한국대표초청선수로 참관
- 8월 OnGamenet 롯데리아배 여성 최강전 16강
- 8월 제 3회 KBK Masters 2000 여성 개인 16강
- 12월 E-Sports배 여성부 6강선발, 본선32강
- 12월 PKO 한게임배 여성부 리그 4위 ,최종 5위
- 12월 PKO 한게임배 커플 최강전 우승
- 1월 PKO 한게임배 커플 최강전 우승
- 2월 네츠고 배 킹덤언더파이어 8강
- 3월 판타그램 주최 제 5회 길드대항전 3위
- 3월 판타그램 주최 제 6회 길드대항전 준우승
- 4월 판타그램 주최 제 7회 길드대항전 우승
- 판타그램 Kingdom Under Fire 베타 테스트
- 위자드 소프트 쥬라기원시전2 베타테스트

### 개발자
- 구룡쟁패
- 스매시스타
- 블레이드 앤 소울